# Luis Pérez (baseball)
Pour les articles homonymes, voir Luis Pérez, Pérez, Luis González (homonymie) et Gonzalez.
Luis Manuel Pérez Gonzalez (né le 20 janvier 1985 à Guayubín (en), République dominicaine) est un lanceur gaucher des Ligues majeures de baseball. Il est présentement agent libre.

## Carrière
Luis Pérez signe son premier contrat professionnel en 2003 avec les Blue Jays de Toronto.
Il atteint les Ligues majeures en 2011, jouant son premier match au plus haut niveau le 16 avril. Habituellement lanceur partant dans les ligues mineures, Pérez est appelé comme releveur par les Blue Jays dans cette première partie. Il n'accorde aucun point et retire deux adversaires sur des prises en une manche et un tiers lancée contre les Red Sox de Boston. Il remporte sa première victoire dans les majeures le 28 mai sur les White Sox de Chicago. Dans cette première saison, il totalise 65 manches au monticule et une moyenne de points mérités de 5,12. Il effectue 33 sorties en relève et quatre départs comme lanceur partant. Il gagne trois matchs et en perd trois.
Utilisé uniquement en relève en 2012, Pérez affiche une bonne moyenne de points mérités de 3,43 en 42 manches lancées lors de 35 parties. Il remporte deux victoires, subit autant de défaites et enregistre 39 retraits sur des prises.
Il est libéré par les Blue Jays le 20 mars 2014. En trois saisons pour Toronto, de 2011 à 2013, Pérez remporte 5 victoires contre 6 défaites avec une moyenne de points mérités de 4,50 et 99 retraits sur des prises en 112 manches lancées lors de 78 parties, dont 74 comme releveur.